# Spinotarsus natalicus
Spinotarsus natalicus är en mångfotingart som först beskrevs av Carl Graf Attems 1934.  Spinotarsus natalicus ingår i släktet Spinotarsus och familjen Odontopygidae. Inga underarter finns listade i Catalogue of Life.